# 埃娃·切宾斯卡
埃娃·切宾斯卡（波蘭語：Ewa Trzebińska，1989年5月1日—），旧姓内利普（Nelip），生于卡托维兹，是一名波兰女子击剑运动员，主攻重剑。她的父亲从事自行车运动，母亲则从事排球运动。她此前她曾尝试过数项运动，10岁时在看到一家击剑俱乐部刊登的广告后便决定开始练习重剑。高中后，她进入美国的圣母大学修读金融专业，并代表该校校队参加美国校际比赛，毕业后她也曾在该校校队担任教练。